# Baszta I.J. Paderewskiego
Baszta I.J. Paderewskiego – jedna ze skał w rezerwacie przyrody Skamieniałe Miasto na Pogórzu Ciężkowickim w Ciężkowicach, w województwie małopolskim, w powiecie tarnowskim, w gminie miejsko-wiejskiej Ciężkowice. Znajduje się w lesie na wzgórzu opadającym stokiem do Ciężkowic. W 125 rocznicę urodzin Ignacego Jana Paderewskiego, który związany był z tymi okolicami, wmurowano na niej tablicę pamiątkową, a skale nadano nazwę na jego cześć. I.J. Paderewski miał dwór w sąsiedniej miejscowości Kąśna Dolna. Zachwycał się oryginalnymi skałami na wzgórzu nad Ciężkowicami. Wówczas były to tereny bezleśne, skały były więc dobrze eksponowane. I.J. Paderewski chciał nawet zakupić ten teren zwany wówczas „Przylaskiem”, dołączyć go do swojej posiadłości i połączyć z nią ścieżką spacerową. Planował także wybudowanie pensjonatów dla letników. Magistrat Ciężkowic odmówił mu jednak sprzedaży, motywując to potrzebą utrzymania tutaj gminnego pastwiska, oraz troską o moralność miejscowej ludności; zdaniem rajców byliby narażeni na zgorszenie przez „roznegliżowanych” letników.
Skała zbudowana jest z piaskowca ciężkowickiego płaszczowiny śląskiej Karpat Zewnętrznych. Piaskowiec ten powstał w wyniku sedymentacji około 58 – 48 mln lat temu na dnie Oceanu Tetydy. W okresie polodowcowym piaskowce ulegały selektywnemu wietrzeniu. Najbardziej na wietrzenie narażone były płaszczyzny spękań ciosowych, przetrwały fragmenty najbardziej odporne na wietrzenie, i to doprowadziło do powstania różnorodnych, izolowanych od siebie form skałkowych.
Paderewski to skała nadająca się do boulderingu. Są na niej 4 drogi wspinaczkowe (baldy) o trudności 6b w skali francuskiej. Wspinanie jednak jest zabronione.

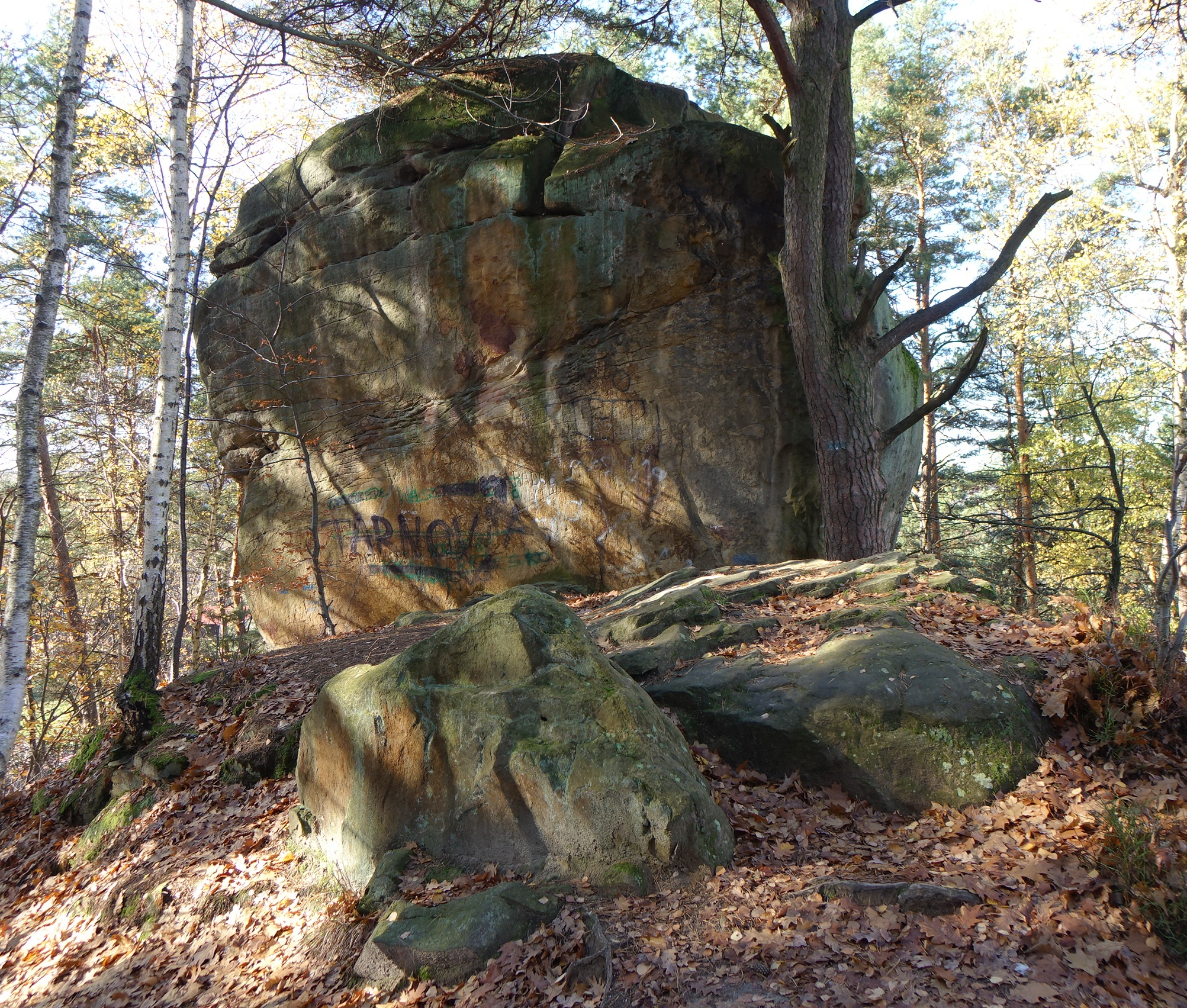
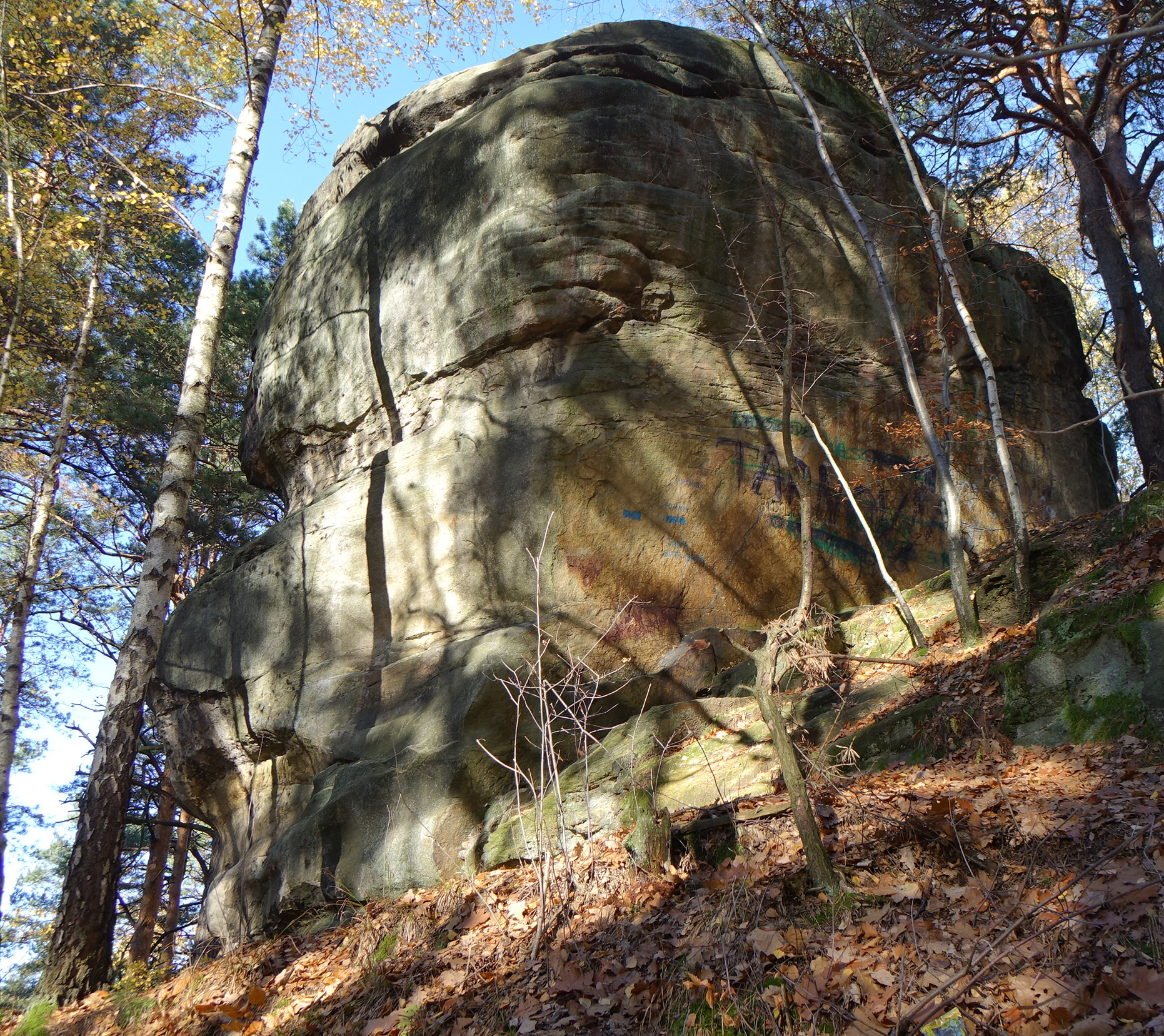
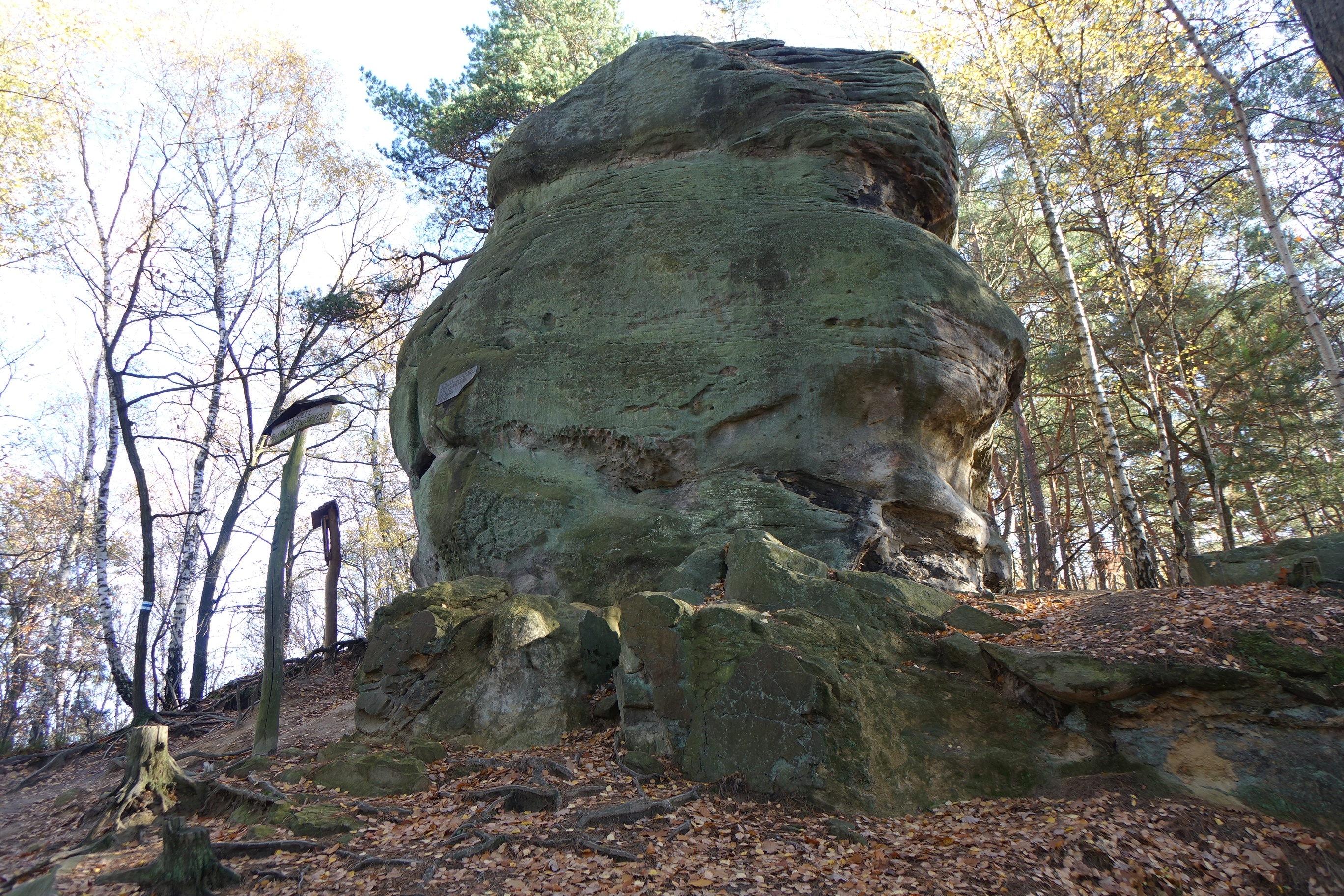
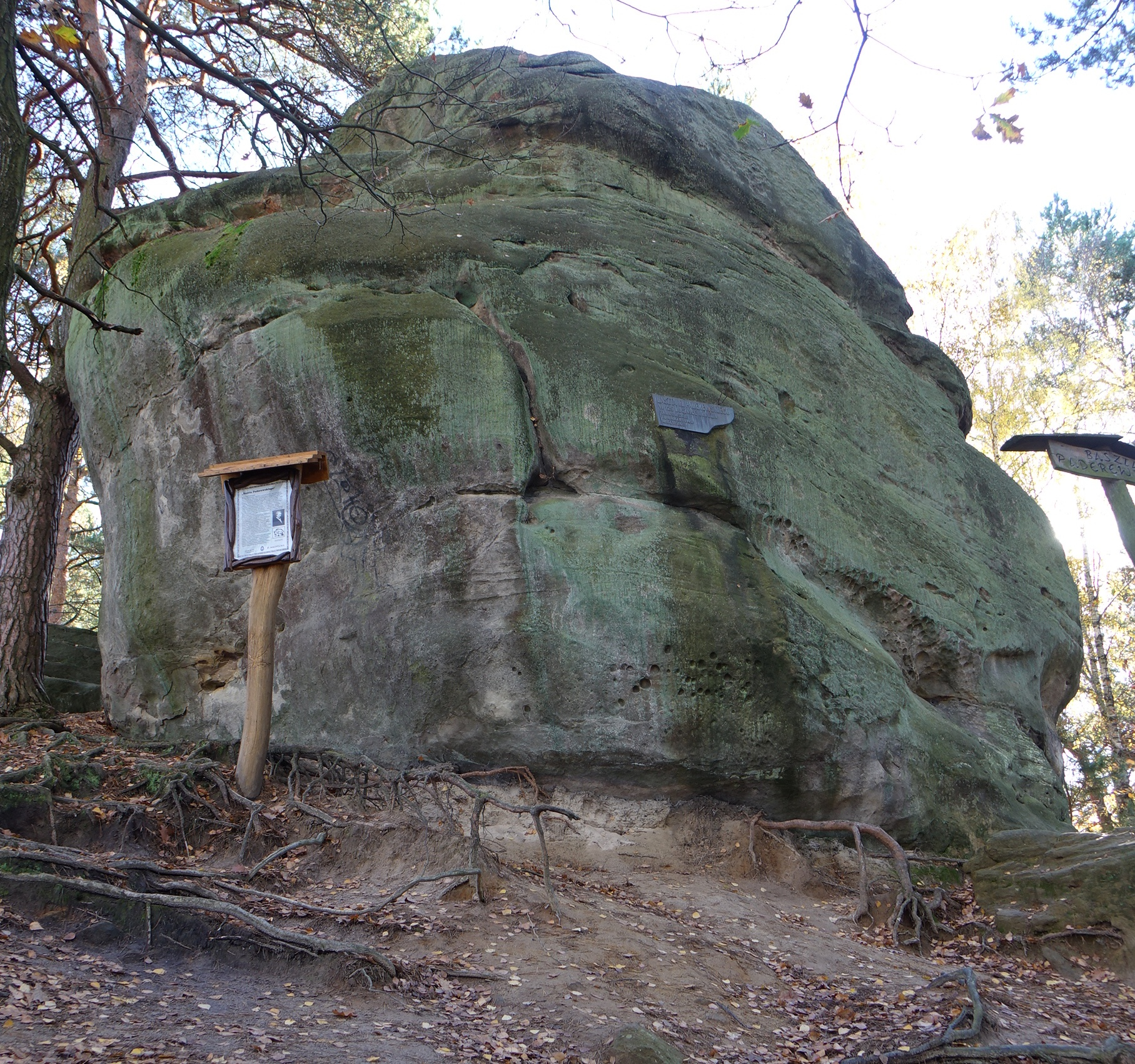
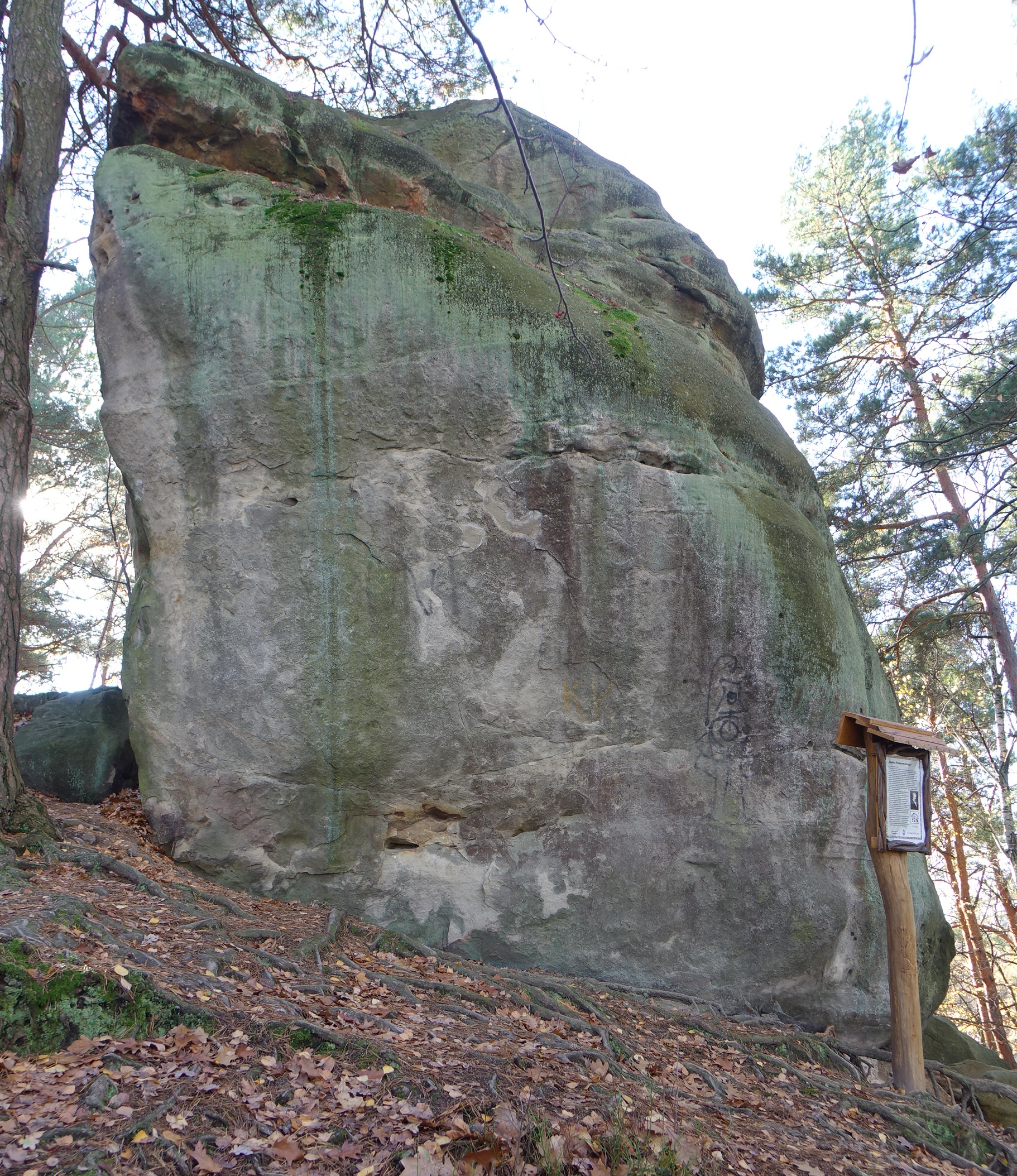